# Ramón Medina Bello
Ramón Ismael Medina Bello, surnommé El Mencho est un footballeur argentin né le 29 avril 1966 à Gualeguay en Argentine. Il était attaquant.
Il a effectué la majorité de sa carrière dans des clubs argentins comme Club Atlético River Plate ou le Racing Club de Avellaneda avant de partir au Japon aux Yokohama Marinos en 1994. Après sa retraite prise en 1999, il revient sur les terrains deux ans plus tard, un peu à la surprise générale dans le club argentin de Sportivo Dock Sud, évoluant en quatrième division. Il y restera 3 saisons avant de rejoindre Juventud Unida de Gualeguaychú où il se retira définitivement en 2005.

## Équipe nationale
Medina Bello a été membre de l'Albiceleste entre 1991 et 1994, avec laquelle il remporta deux Copa América : en 1991 au Chili et en 1993. Il participa à la Coupe du monde 1994 où il disputa deux matchs (contre la Bulgarie et la Roumanie, à chaque fois rentré en cours de jeu). Il totalise 18 sélections pour 5 buts.

## Palmarès
- Vainqueur de la Copa América en 1991 et 1993 avec la sélection argentine
- Vainqueur de la Copa Libertadores en 1996 avec River Plate
- Vainqueur de la Supercopa Sudamericana en 1988 avec le Racing Club et en 1997 avec River Plate
- Champion d'Argentine en 1990 avec River Plate
- Vainqueur du Tournoi d'Ouverture en 1991, 1993, 1996 et 1996 avec River Plate
- Vainqueur du Tournoi de Clôture en 1997 avec River Plate
- Champion de Primera B Nacional en 1998 avec Talleres